# زیردریایی تیپ ۲۰۶
زیردریایی تیپ ۲۰۶ (به انگلیسی: Type 206 submarine) یک زیردریایی است که طول آن  48.6 m می‌باشد.